# Meister von Großgmain
Der sogenannte Meister von Großgmain, dessen Hauptwerke alle für den Salzburger Raum entstanden sind, gehört zu den schillerndsten Malerpersönlichkeiten der Spätgotik. Seine Kunst zeigt Zusammenhänge mit derjenigen der in Passau und Salzburg tätigen Maler Rueland Frueauf d. Ä. und d. J. In Kolorit und Maltechnik trägt sie aber auch unmittelbar niederländische Züge. Name und Herkunft des Meisters sind allerdings unbekannt.

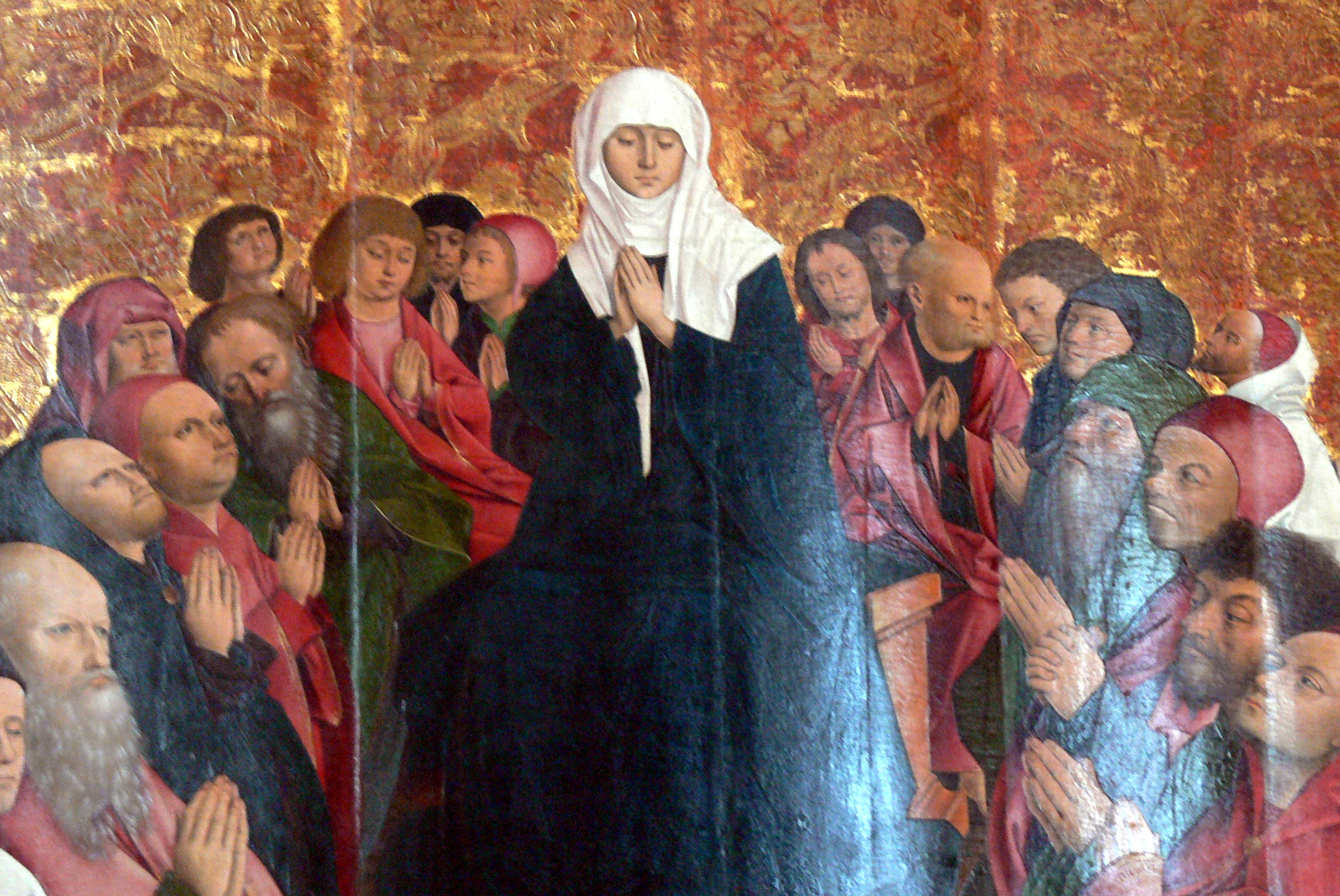
Maria beim Pfingstfest, Großgmain

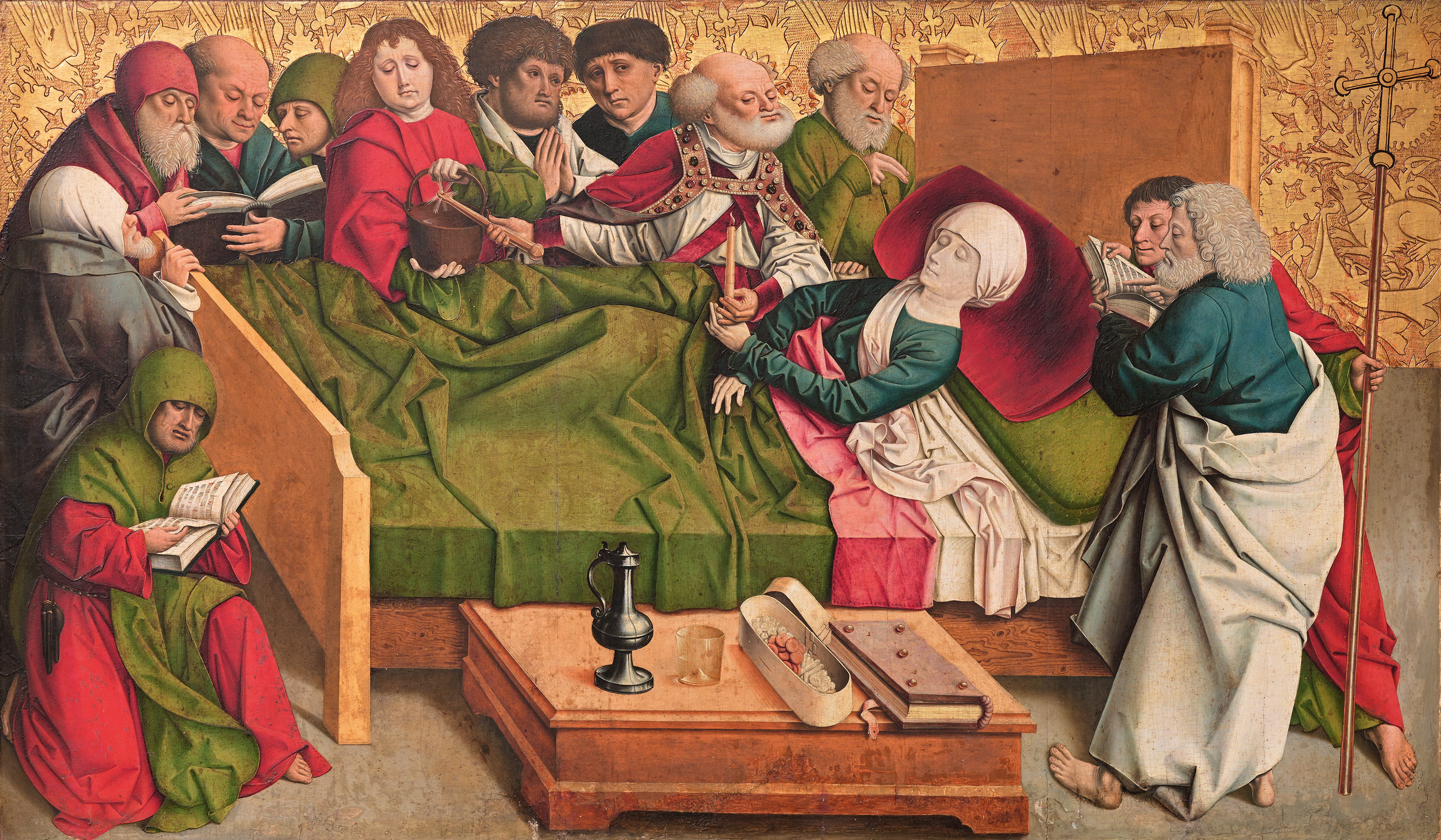
Marientod, Mitteltafel des sog. Pretschlaipfer-Triptychons, um 1480, Belvedere, Wien

## Werkzuschreibungen
Zugeschrieben werden dem Meister von Großgmain und seiner Werkgruppe vor allem die acht erhalten gebliebenen hervorragenden Tafelgemälde beziehungsweise Fragmente des in der Barockzeit zerlegten gotischen Flügelaltars der Großgmainer Wallfahrtskirche mit Szenen aus dem Leben Marias und der Kindheit Jesu. Diese Bilder sind vermutlich Ende des 15. Jahrhunderts entstanden. Ein Bild ist datiert und trägt die Jahreszahl 1499. Die Tafelgemälde zählen zu den schönsten und wertvollsten spätgotischen Kunstschätzen Österreichs und des süddeutschen Raumes. Heute hängen die Bilder im Altarraum der Kirche, sie können nach den Gottesdiensten besichtigt werden.

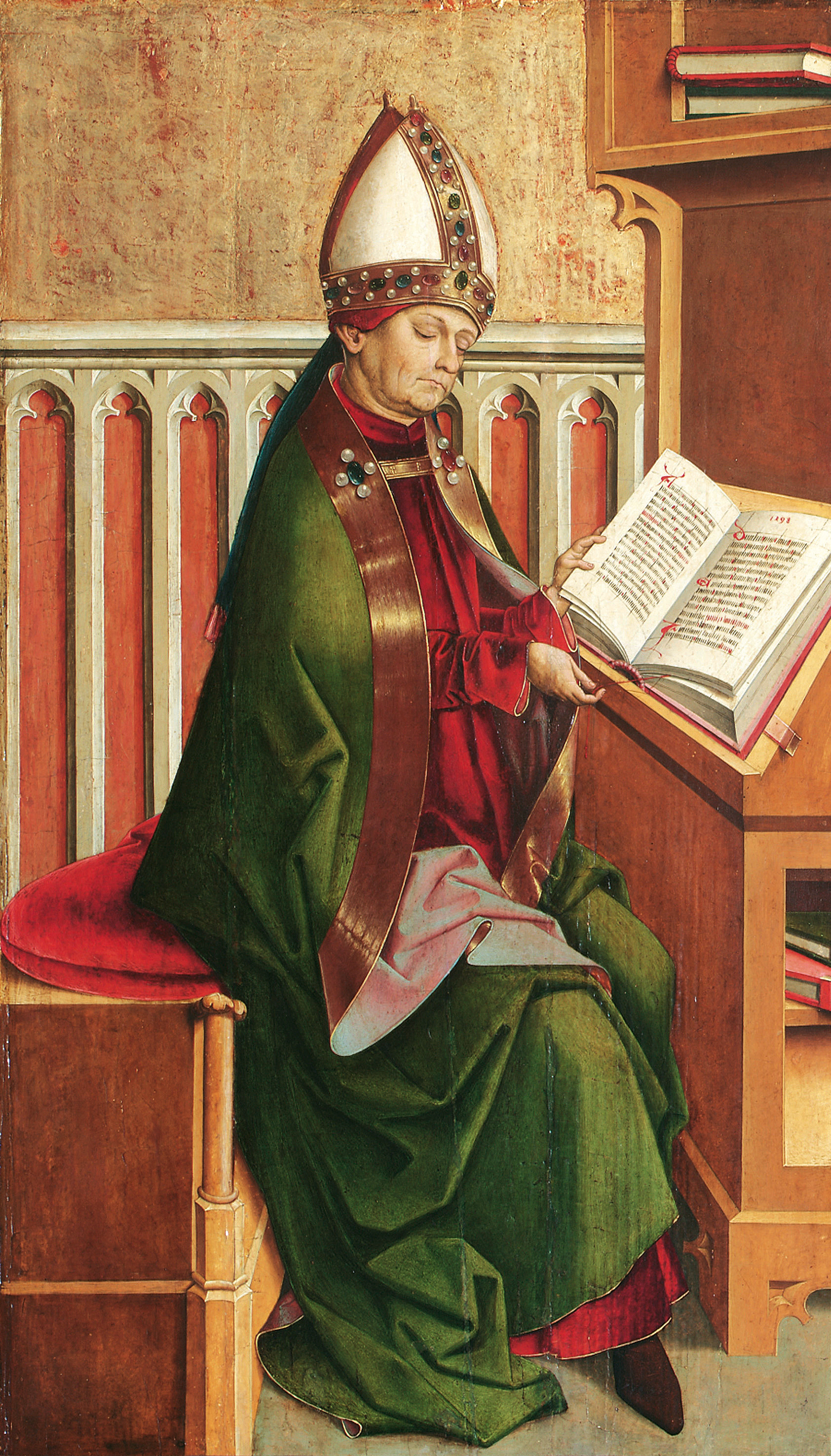
Hl. Ambrosius, 1498, Belvedere, Wien

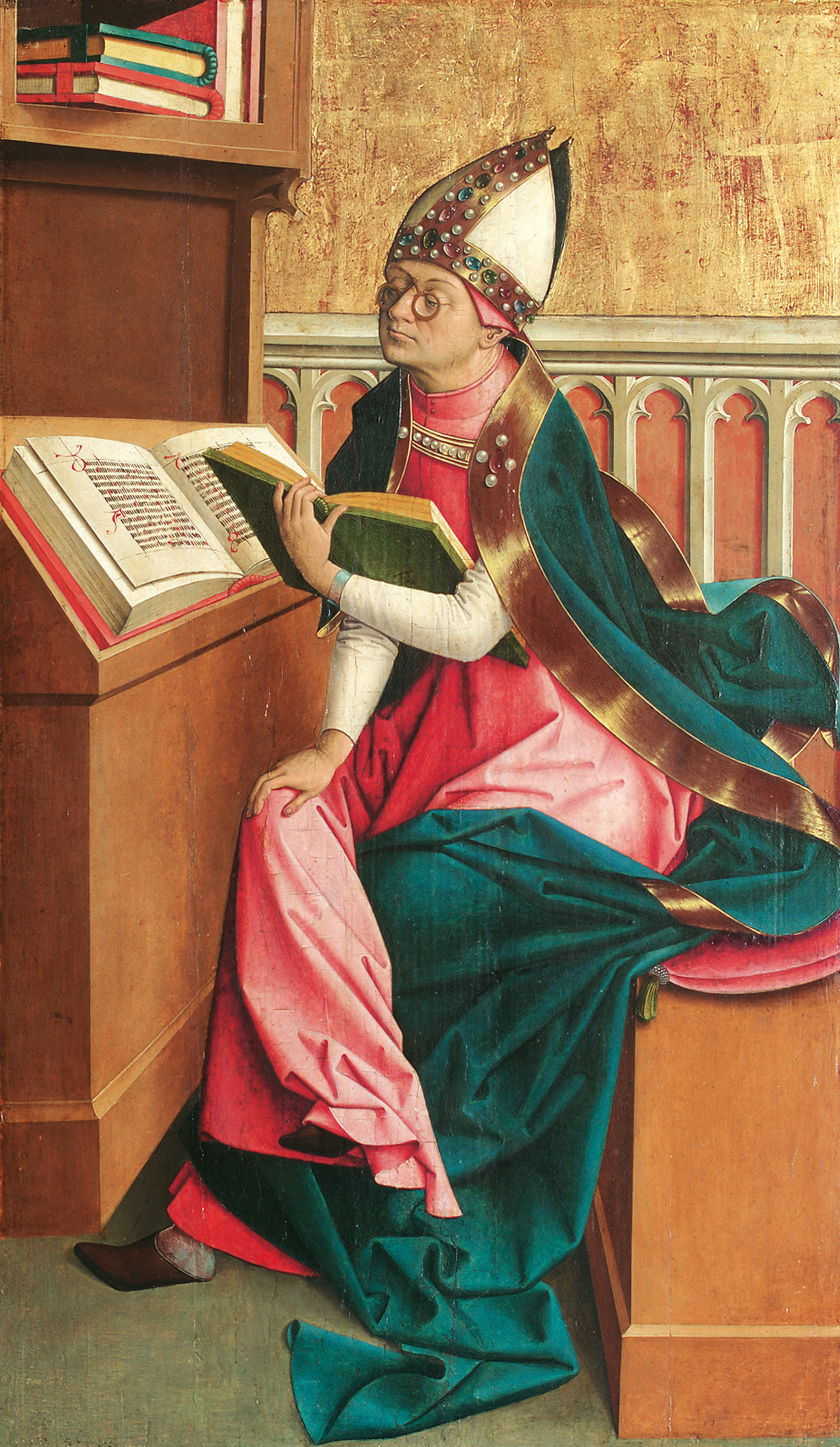
Hl. Augustinus, um 1498, Belvedere, Wien

Das Gesamtwerk der Großgmainer Gruppe ist bis heute noch nicht eindeutig erfasst und belegt. Unter anderem zählt man eine Krönung Mariens, die zwischen 1495 und 1500 datiert wird, sowie die Heiligen Augustinus und Ambrosius von 1498, die heute im Belvedere zu sehen sind, zu den Werken der Großgmainer Gruppe. Auch eine Votivtafel, die sich zurzeit in Prag befindet und Maria mit dem Jesuskind, dem Heiligen Thomas und einem Stifter zeigt, wird dieser Gruppe zugeschrieben.
Zu den Frühwerken wird heute ein Altartriptychon aus Berchtesgaden gezählt, das von dem Reichsprälaten und Propst des Klosterstifts Berchtesgaden Erasmus Pretschlaipfer († 1486) gestiftet wurde. Es befindet sich wie die beiden Kirchenväter in der Mittelaltersammlung des Belvederes.
- Zwölfjähriger Jesus im Tempel, dat. 1499[2]

### Die Marientoddarstellung von Berchtesgaden
Die stark querformatige Mitteltafel des zierlichen Altars zeigt den Tod Mariens. Die Apostelfiguren, Maria und das Bett, in dem sie liegt, nehmen einen Großteil der gesamten Bildfläche ein. Abgesehen davon lässt die ungewöhnliche Formatwahl wenig Platz für räumliches Gestalten. Die perspektivische Darstellung wird noch nicht einheitlich angewendet, wodurch ein aufgeklappter Eindruck entsteht. Besonderer Wert  wird auf die individuellen Züge der einzelnen Gesichter gelegt. Ungewöhnlich ist die Tatsache, dass im Gegensatz zum figurengefüllten Hintergrund im Vordergrund relativ viel Platz für einen kleinen Holztisch mit diversen Utensilien frei bleibt. Obwohl derartige Stillleben vor allem bei Mariengeburt- und -toddarstellungen nicht untypisch sind, scheint die prominente Platzierung im Bildvordergrund eine Eigenheit des Künstlers zu sein. Eine Orientierung an der altniederländischen Malerei könnte Impuls für diese detailreiche Darstellungsweise gewesen sein.
An den Innenseiten des linken Flügels zeigen sich der Heilige Christophorus und Jacobus der Ältere in Begleitung ihrer Attribute. Rechts davon sind der Heilige Gregor mit Buch und Papstkrone und die Heilige Agathe abgebildet. Abgesehen vom selben Brokatmuster im Hintergrund scheinen sich die Flügel stark von der Mitteltafel zu unterscheiden.

#### Zeitliche Einordnung
Wie bereits erwähnt, unterscheidet sich die Malerei der Mitteltafel von der der beiden Flügelseiten. Achtet man auf Details wie etwa die unterschiedliche Ausführung der Kopfformen und Hände, wird dies sofort klar.
Während manche Kunsthistoriker wie Eva Maria Zimmermann die stilistischen Differenzen mit unterschiedlichen Datierungen der Tafeln begründen, halten andere wie beispielsweise Elfriede Baum die Seitentafeln für das Werk eines Schülers oder Gehilfen. Zimmermanns Datierung der Mitteltafel in die 1490er erweist sich jedoch als problematisch, da die räumliche Umsetzung und Anordnung der Figuren im Großgmainer Marientod von 1499 eine andere ist. Eine mehr oder weniger zeitgleiche Entstehungszeit der beiden Tafeln lässt sich daher nur schwer nachvollziehen.
Zählt man wie Walther Buchowiecki, Elfriede Baum und einige andere Kunsthistoriker eine Votivtafel aus Prag zu den Werken der Großgmainer Werkgruppe, erhält man einen wichtigen Anhaltspunkt, da sich am Bildhintergrund der Tafel die Zahlen 1.4.8.3 befinden. Baum spricht sich für eine Datierung um 1480, also vor dem Prager Votivbild, aus. Die effizientere Aufteilung des Raumes und der Figuren auf der Bildfläche im Prager Werk lassen diese Datierung plausibel erscheinen.

## Theorien Otto Demus zum Meister von Großgmain
Da innerhalb der Werke, die der Großgmainer Gruppe zugesprochen wurden, teilweise stilistische Unterschiede feststellbar sind, entwickelte Otto Demus eine interessante Theorie. Unter anderem spezialisiert auf spätgotische Tafelmalerei und somit vertraut mit den Eigenheiten der gotischen Kunstlandschaft unterschied er innerhalb der Gruppe „Meister v. Großgmain“ drei verschiedene Malerpersönlichkeiten.
Der so genannte Meister „A“ ist laut Demus der konservativste Mitarbeiter und für ihn die beherrschende Persönlichkeit der Werkstatt. Ihm schreibt er unter anderem den Marientod im Belvedere und die zwei Kirchenväter zu. Weiters nennt er den Maler der Rückseiten des Großgmaineraltars, dem er die  Passauer Festung Oberhaus zuordnet.
Den sog. Meister „B“ schätzt Demus jünger ein und sieht ihn mehr der Tradition der Frueauf-Werkstatt folgend. Die Grossgmainer Darbringung und das Pfingstfest sollen aus seinem Können hervorgegangen sein.
Der Ansatz, dass innerhalb der Großgmainer Gruppe mehrere Meister am Werk waren, gilt als berechtigt. Doch zeigten sich, entgegen Otto Demus, der  verschiedene Hände in unterschiedlichen Tafeln erkannte, die spezifischen Eigenheiten der Meister „A“ und „B“ auch in einer einzigen Tafel.
Folglich gab es in größeren mittelalterlichen Werkgruppen, wie etwa der der Großgmainer, nicht nur einen „Meister“ und seine Schüler.  Offenbar schlossen sich auch mehrere „Meister“ zusammen, die bestimmte Aufgaben übernahmen und dadurch in den jeweiligen Tafeln zum Vorschein kommen.